# Joel Gripenstierna
Joel Gripenstierna, tidigare Ekman, ursprungligen Drysander, född 1637, död 1697, var en svensk ämbetsman.
Joel Gripenstierna var son till kyrkoherden i Löt Petrus Drysander. Efter föräldrarnas tidiga död lämnad med elva syskon måste han vid 16 års ålder avbryta sina studier. Han lyckades dock genom kontakter med arvfursten Karl Gustav få en tjänst vid dennes kansli. Som civil tjänsteman tog han sig namnet Ekman. Han användes i flera viktiga diplomatiska värv men övergick 1663 till kammaren, blev 1669 adlad och samma år direktör över Kronans kopparväsen. Han blev räntmästare 1673, kammarråd 1676 och reduktionskommissarie 1683. Genom ett fördelaktigt giftermål 1666 med Elisabeth Hanssen, en dotter till bankiren Peter Hanssen i Stockholm, och genom sin egen affärsbegåvning lyckades han samla ihop en enorm förmögenhet och kunde under de för staten bistra tiderna före 1680 låna staten den enorma summan på över 6 1/2 miljoner daler silvermynt. Trots sina insatser inom förvaltningen föll han senare i onåd hos Karl XI. Genom reduktionen förlorade han hela sin förmögenhet och dog utfattig.